# تومي إلفيك
تومي إلفيك (بالإنجليزية: Tommy Elphick)‏ مواليد 7 سبتمبر 1987 في برايتون، هو لاعب كرة قدم إنجليزي يلعب مع نادي بورنموث كمدافع.

## مرحلة الشباب

### أندية لعب لها
- نادي برايتون أند هوف ألبيون

## المسيرة الاحترافية

### أندية لعب لها
- نادي برايتون أند هوف ألبيون
- نادي بورنموث

## روابط خارجية
- تومي إلفيك على موقع قاعدة بيانات كرة القدم.إي يو (الإنجليزية)
- تومي إلفيك على موقع Soccerbase.com (لاعب) (الإنجليزية)
- تومي إلفيك على موقع Soccerway.com (الإنجليزية)
- تومي إلفيك على موقع عالم كرة القدم.نت (الإنجليزية)
- تومي إلفيك على موقع AS.com (الإسبانية)